# Liste des députés de Wallis-et-Futuna
Cet article dresse la liste des députés élus à Wallis-et-Futuna. Cette collectivité d'outre-mer française ne compte qu'une seule circonscription et a vu neuf députés se succéder depuis sa création en 1961 : Hervé Loste, Benjamin Brial, Kamilo Gata, Victor Brial, Albert Likuvalu, David Vergé, Napole Polutele, Sylvain Brial et Mikaele Seo.

## Historique

### Résumé
En 1961, avec la fin du protectorat de Wallis-et-Futuna — qui devient un territoire d'outre-mer à la suite du référendum de 1959 —, la circonscription de Wallis-et-Futuna est créée. La première élection a lieu en 1962 et voit la victoire d'Hervé Loste. Celui-ci est battu en 1967 par le gaulliste Benjamin Brial, qui domine la scène politique locale jusqu'à l'élection partielle de 1989, remportée par Kamilo Gata. Ce dernier est réélu en 1993, avant de céder sa place à Victor Brial en 1997. En 2007, l'alternance continue avec l'élection d'Albert Likuvalu. En 2012, David Vergé devient député, mais son élection est annulée six mois plus tard ; c'est Napole Polutele qui prend sa place. Réélu en 2017, Polutele voit également son élection annulée en février 2018. Sylvain Brial devient alors député de Wallis-et-Futuna. En 2022, Mikaele Seo devient député de Wallis-et-Futuna. Au total, ce sont neuf députés qui se sont succédé.
Une grande partie des députés ont vu leur élection faire l'objet d'un recours auprès du Conseil Constitutionnel, et plusieurs élections ont été annulées à la suite d'irrégularités.

### Chronologie
| Législature | Début de mandat | Fin de mandat  | Député                              | Parti politique | Observations |
| ----------- | --------------- | -------------- | ----------------------------------- | --------------- | --- |
| Ire         | 25 mars 1962    | 9 octobre 1962 | Hervé Loste                         | CNIP            | Siège attribué le 25 mars 1962. Mandat écourté à la suite d'une dissolution parlementaire décidée par Charles de Gaulle.                                       |
| IIe         | 6 décembre 1962 | 2 avril 1967   | Hervé Loste                         | FNRI            | |
| IIIe        | 3 avril 1967    | 30 mai 1968    | Benjamin Brial                      | UDR             | Mandat écourté à la suite d'une dissolution parlementaire décidée par Charles de Gaulle.                                                                       |
| IVe         | 11 juillet 1968 | 1er avril 1973 | Benjamin Brial                      | UDR             | |
| Ve          | 2 avril 1973    | 2 avril 1978   | Benjamin Brial                      | RPR             | |
| VIe         | 3 avril 1978    | 22 mai 1981    | Benjamin Brial                      | RPR             | Mandat écourté à la suite d'une dissolution parlementaire décidée par François Mitterrand.                                                                     |
| VIIe        | 2 juillet 1981  | 1er avril 1986 | Benjamin Brial                      | RPR             | |
| VIIIe       | 2 avril 1986    | 14 mai 1988    | Benjamin Brial                      | RPR             | Proportionnelle par département, pas de député par circonscription. Mandat écourté à la suite d'une dissolution parlementaire décidée par François Mitterrand. |
| IXe         | 23 juin 1988    | 1er avril 1993 | Benjamin Brial puis Kamilo Gata,    | RPR puis PRG,   | élection de Benjamin Brial annulée le 23 novembre 1988, élection partielle le 15 janvier 1989.                                                                 |
| Xe          | 2 avril 1993    | 21 avril 1997  | Kamilo Gata                         | PRG             | Mandat écourté à la suite d'une dissolution parlementaire décidée par Jacques Chirac.                                                                          |
| XIe         | 12 juin 1997    | 18 juin 2002   | Victor Brial                        | RPR             | |
| XIIe        | 19 juin 2002    | 19 juin 2007   | Victor Brial,                       | UMP,            | |
| XIIIe       | 20 juin 2007    | 19 juin 2012   | Albert Likuvalu,                    | PRG,            | |
| XIVe        | 20 juin 2012    | 20 juin 2017   | David Vergé puis Napole Polutélé,   | DVD puis DVG,   | Élection de David Vergé annulée le 25 janvier 2013 |
| XVe         | 21 juin 2017    | 21 juin 2022   | Napole Polutélé puis Sylvain Brial, | DVG puis DVD,   | Élection de Napole Polutélé annulée le 2 février 2018. Élection partielle le 15 avril 2018.                                                                    |
| XVIe        | 22 juin 2022    | 9 juin 2024    | Mikaele Seo                         | RE              | Mandat écourté à la suite d'une dissolution parlementaire décidée par Emmanuel Macron.                                                                         |
| XVIIe       | 8 juillet 2024  | En cours       | Mikaele Seo                         | RE              | |

## Profil des députés

### Hervé Loste (1962-1967)
Hervé Loste, né le 29 mai 1926 à Villenave-d'Ornon en Gironde, est le fils de l'homme politique Henri Loste et petit-fils d'André Ballande, homme politique et entrepreneur. Hervé Loste devient directeur des Établissements Ballande à Nouméa et à Wallis-et-Futuna. Il s'implique en politique et devient le premier député du nouveau territoire d'outre-mer de Wallis-et-Futuna lors de l'élection législative de mars 1962, sous l'étiquette des Indépendants et paysans d'action sociale. Il remporte l'élection face à Emmanuel-Victor Brial, issu d'une importante famille de commerçants. Son père Henri Loste devient sénateur du territoire quelques mois plus tard. Son premier mandat est de courte durée : en novembre 1962, à la suite de la dissolution de l'assemblée nationale, une nouvelle élection a lieu. Hervé Loste est réélu sous l'étiquette des Républicains indépendants. Il est battu par Benjamin Brial au terme de son second mandat, en 1967. Il meurt en 1994 à Nouméa.

### Benjamin Brial (1967-1989)
Benjamin Brial, né le 9 juin 1923 à Mata Utu sur l'île de Wallis, est issu de la famille Brial, qui joue un rôle prépondérant dans l'économie et la politique de Wallis-et-Futuna. Il est le fils d'un commerçant pyrénéen, Julien Brial, et de la reine coutumière (Lavelua) Aloisia Brial, qui règne de 1953 à 1958. Métis franco-wallisien, il rejoint les forces françaises libres durant la Seconde Guerre mondiale aux côtés de ses deux frères. En 1953, lors d'une crise de succession coutumière, il souhaite devenir roi coutumier, mais l'administration refuse au motif qu'il est citoyen français et c'est sa mère qui est choisie pour monter sur le trône. Benjamin Brial est élu député en 1967, réélu en juillet 1968 (après une autre dissolution de l'assemblée nationale) et en avril 1973. Il rattaché à l'Union des démocrates pour la République, qui devient le Rassemblement pour la République en 1976. Il est à nouveau réélu en 1978 et 1979, bien qu'il soit devenu une figure clivante de la politique wallisienne et futunienne. Benjamin Brial conserve son poste de député lors de l'élection de 1981 et de celle de 1986, face à une opposition divisée entre plusieurs candidats (notamment l'UDF).
Lors de l'élection législative de juin 1988, Benjamin Brial est opposé au second tour à Kamilo Gata, un ancien membre du RPR déçu de son parti. Brial l'emporte mais l'élection est invalidée par le Conseil Constitutionnel pour fraude électorale. Lors de la nouvelle élection le 15 janvier 1989, Benjamin Brial est battu par Kamilo Gata ; il se retire de la vie politique, après avoir été député plus de vingt ans, et démissionne de son poste de conseiller territorial. Il meurt le 12 novembre 2004 à Malae (Wallis).

### Kamilo Gata (1989-1997)

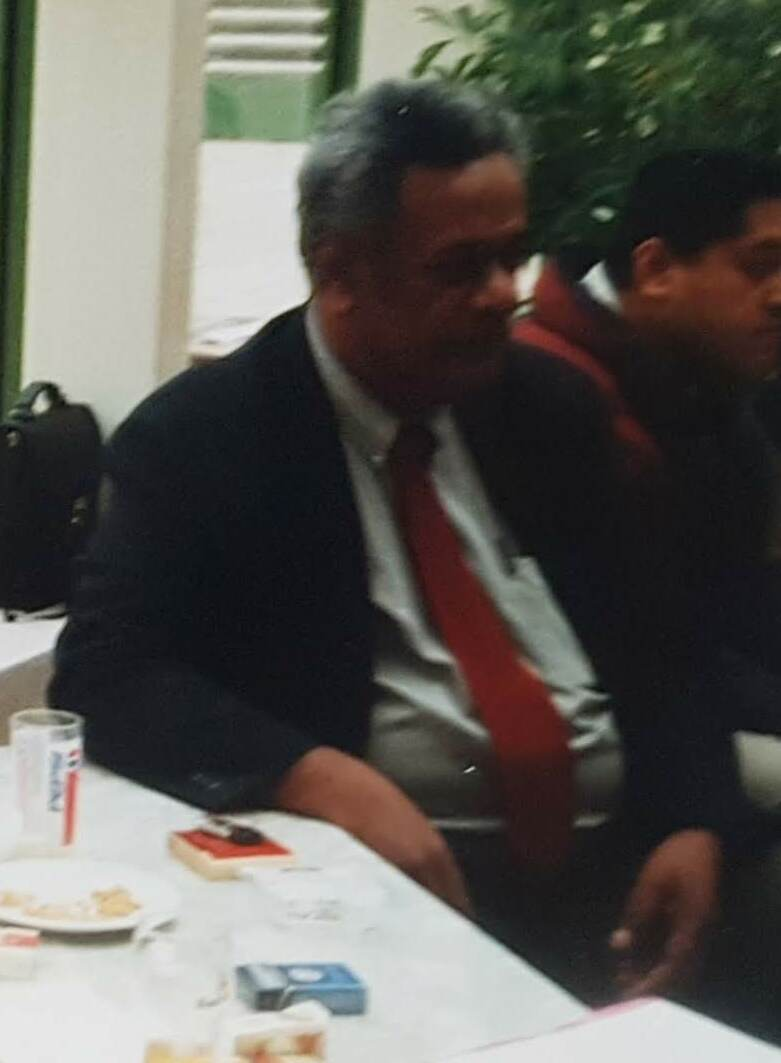
Kamilo Gata en 1996.

Kamilo Gata, né à Futuna le 12 décembre 1949, est formé au séminaire de Lano, à celui de Paita en Nouvelle-Calédonie, puis étudie le droit à l'université de Lyon. Fonctionnaire, il devient chef du bureau de l’Administration générale à Wallis en 1978, puis inspecteur des impôts. Membre du RPR, il s'éloigne du parti dont il est « déçu par l'immobilisme », et se présente à l'élection législative de juin 1988 où il arrive second. L'élection est annulée et lors de l'élection partielle du 15 janvier 1989, Kamilo Gata l'emporte face au député sortant Benjamin Brial sous l'étiquette Mouvement des radicaux de gauche. Il est âgé d'une trentaine d'années et reçoit le soutien de la jeunesse wallisienne et futunienne désireuse de changement, ainsi que de la communauté wallisienne et futunienne de Nouvelle-Calédonie. Kamilo Gata est réélu en 1993 face au candidat RPR Clovis Logologofolau. Toutefois, son parti ne parvient pas à s'imposer à l'Assemblée territoriale. Gata est battu à l'élection législative de 1997 par Victor Brial, et ne parvient pas à remporter l'élection sénatoriale de 1998. Il devient conseiller social et économique de Wallis-et-Futuna en 1999. Le 16 novembre 2004, il meurt d'une longue maladie à l'âge de 55 ans, peu après le décès de Benjamin Brial la même année.

### Victor Brial (1997-2007)
Issu de la puissante famille Brial, Victor Brial naît le 9 avril 1966 à Sigave à Futuna. Il est le petit fils de Julien Brial et de la reine Aloisia Brial et neveu de l'ancien député Benjamin Brial. Après avoir obtenu un brevet de technicien supérieur d'informatique et de gestion, il devient commerçant, tout en travaillant comme assistant parlementaire pour le sénateur Soséfo Makapé Papilio. Élu à l'Assemblée territoriale, il en devient le président le 16 mars 1997 jusqu'au 14 janvier 1999. En parallèle, il remporte l'élection législative du 1er juin 1997 1997 face à Kamilo Gata et devient député de Wallis-et-Futuna sous l'étiquette RPR. Victor Brial est réélu député le 16 juin 2002. Son élection est invalidée par le Conseil constitutionnel le 19 décembre suivant, mais il est réélu le 24 mars 2003. il est battu par Albert Likuvalu lors des élections législatives de juin 2007. Il est à nouveau président de l'Assemblée territoriale de 2007 à 2010. En juin 2011, il est condamné à 4 mois de prison avec sursis pour recel d'abus de biens sociaux pour avoir financé en partie avec son entreprise la campagne de son frère Sylvain Brial en 2004.

### Albert Likuvalu (2007-2012)
Apeleto (Albert) Likuvalu naît le 14 novembre 1943 à Alo (Futuna). Ancien enseignant membre du Parti Socialiste puis du Parti radical de gauche, Il s'impose face à Victor Brial en 2007 en créant la surprise Il effectue un unique mandat de député, et est battu en 2012 par David Vergé.

### David Vergé (2012-2013)
David Vergé naît le 10 janvier 1972 à La Fère (Aisne, dans le nord de la France). Commerçant de profession, il entre à l'assemblée territoriale en avril 2012 et y siège pendant près de 10 ans, jusqu'en mars 2022. Il en est le président de 2017 à 2019. David Vergé est élu député en 2012, avec le soutien du Rassemblement pour Wallis-et-Futuna (RPWF), la fédération locale de l'Union pour un mouvement populaire (UMP). Il remporte le scrutin face à Albert Likuvalu. Son élection est néanmoins annulée par le Conseil Constitutionnel quelques mois plus tard à cause d'irrégularités de financement de sa campagne ; David Vergé est déclaré inéligible pendant un an. Une nouvelle élection partielle est organisée le 25 mars 2013. Au total, il est député pendant sept mois.

### Napole Polutele (2013-2018)

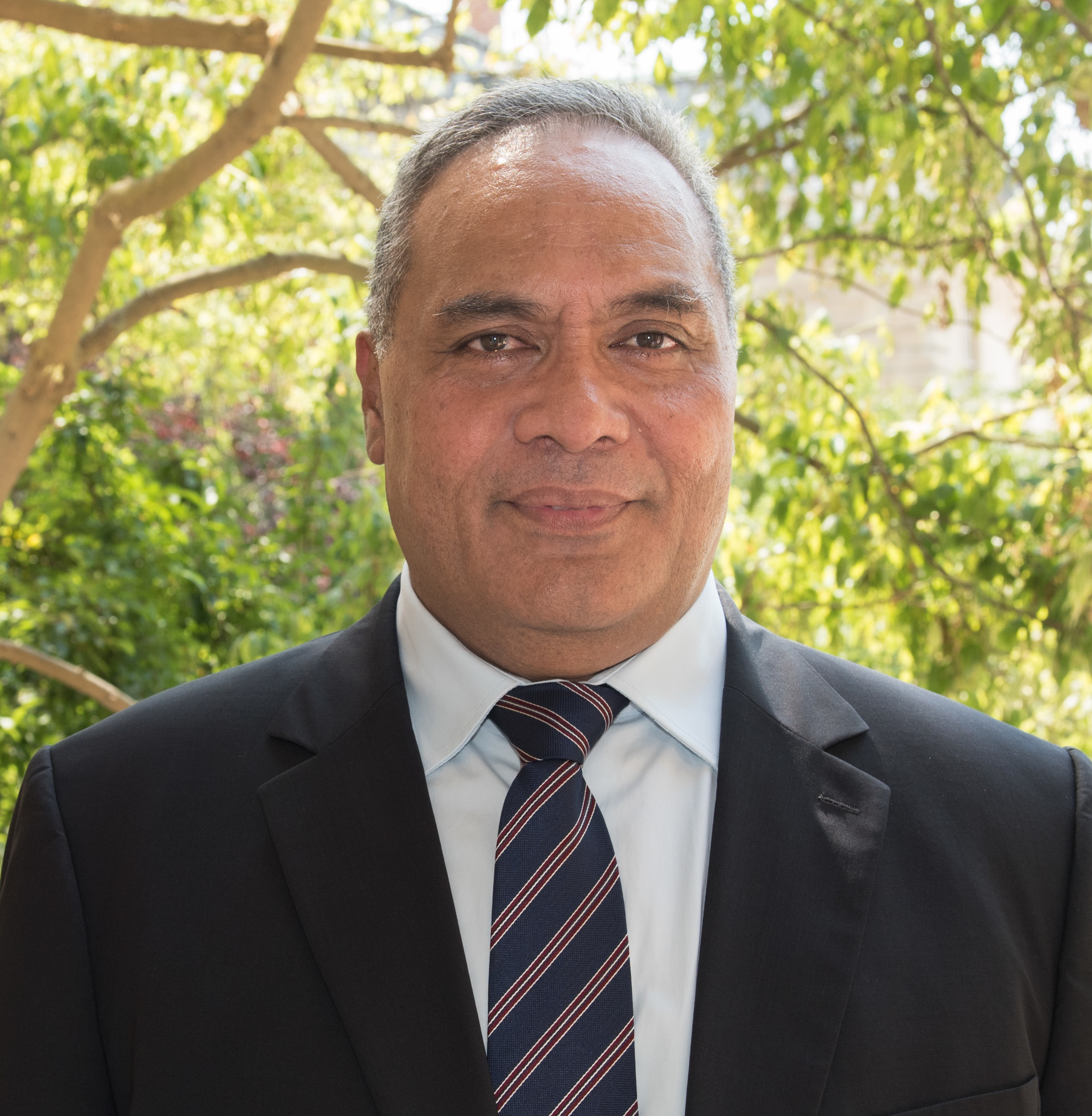
Napole Polutele en juin 2017.

Napole Polutele naît le 25 juin 1965 à Mu'a (Wallis). Après des études à Toulouse et à Bordeaux, il travaille comme professeur d'histoire-géographie, d'abord à Nouméa, puis à Wallis-et-Futuna. De 2009 à 2012, il est membre du conseil territorial. Il devient député en mars 2013, remportant l'élection partielle face à Mikaele Kulimoetoke et Lauriane Vergé (épouse de l'ancien député David Vergé). Élu avec le soutien de l'UMP, il siège d'abord parmi les députés non inscrits, puis rejoint, deux mois après son élection, le groupe socialiste en tant qu'apparenté, ce qui suscite des critiques.
Napole Polutele est réélu lors de l'élection législative de 2017 avec 50,2 % des voix. Soutenu par La République en Marche, il rejoint néanmoins le groupe LC (centre-droit) à l'Assemblée Nationale. Son élection est annulée par le Conseil Constitutionnel en raison d'irrégularités le 2 février 2018, et lors de l'élection partielle du 15 avril 2018, il est battu par Sylvain Brial. De 2017 à 2022, il est également membre de l'Assemblée territoriale ; en 2020, il devient secrétaire général au vice-rectorat de Wallis-et-Futuna.

### Sylvain Brial (2018-2022)
Issu de la famille Brial, Sylvain Brial naît le 16 septembre 1964 à Sigave à Futuna. Il est le petit-fils de Julien Brial et d'Aloisia Brial, frère de Julien Brial et neveu de Benjamin Brial, tous deux anciens députés de Wallis-et-Futuna. Chef d'entreprise en bâtiment, il entre en politique en mars 2017, élu conseiller territorial. Il s'oppose à David Vergé. Quelques mois plus tard, il est battu à l'élection législative de 2017 par le député sortant Napole Polutele, mais dépose un recours auprès du Conseil Constitutionnel qui conduit à l'annulation de l'élection. En 2018, il remporte l'élection partielle sous l'étiquette Les Républicains. À l'Assemblée nationale, il siège chez les non-inscrits puis au sein du groupe Libertés et territoires. En septembre 2019, il est hospitalisé à la suite d'un grave accident vasculaire cérébral, qui nécessite plusieurs mois de convalescence et de rééducation. Fin 2020, il démissionne de l'Assemblée territoriale pour indisponibilité géographique, et ne se représente pas à l'élection législative de 2022.

### Mikaele Seo (2022-)
Mikaele Seo, né le 27 décembre 1971 à Paris, est un ancien agent d'entretien dans un collège de Wallis. Il est élu conseiller territorial pour le district de Mu'a en 2017. En 2022, il remporte l'élection législative au second tour face à son concurrent Etuato Mulukiha'amea. Il siège avec le groupe Renaissance à l'assemblée nationale. Un recours est déposé au Conseil Constitutionnel contre son élection, qu'il a remporté avec seulement 16 voix.